# Brandeville
Brandeville település Franciaországban, Meuse megyében. Lakosainak száma 172 fő (2022. január 1.). Brandeville Bréhéville, Fontaines-Saint-Clair, Louppy-sur-Loison, Murvaux és Remoiville községekkel határos.

## Népesség
A település népességének változása:
| Lakosok száma | 245  | 175  | 136  | 162  | 182  | 188  | 184  | 182  | 181  | 172  |
|               | 1968 | 1982 | 1990 | 2006 | 2013 | 2015 | 2017 | 2019 | 2020 | 2022 |